# Coleoxestia curoei
Espèce
Coleoxestia curoei est une espèce de coléoptères de la famille des Cerambycidae.